# Zisterzienserinnenkloster Santísima Trinidad (Breña Alta)

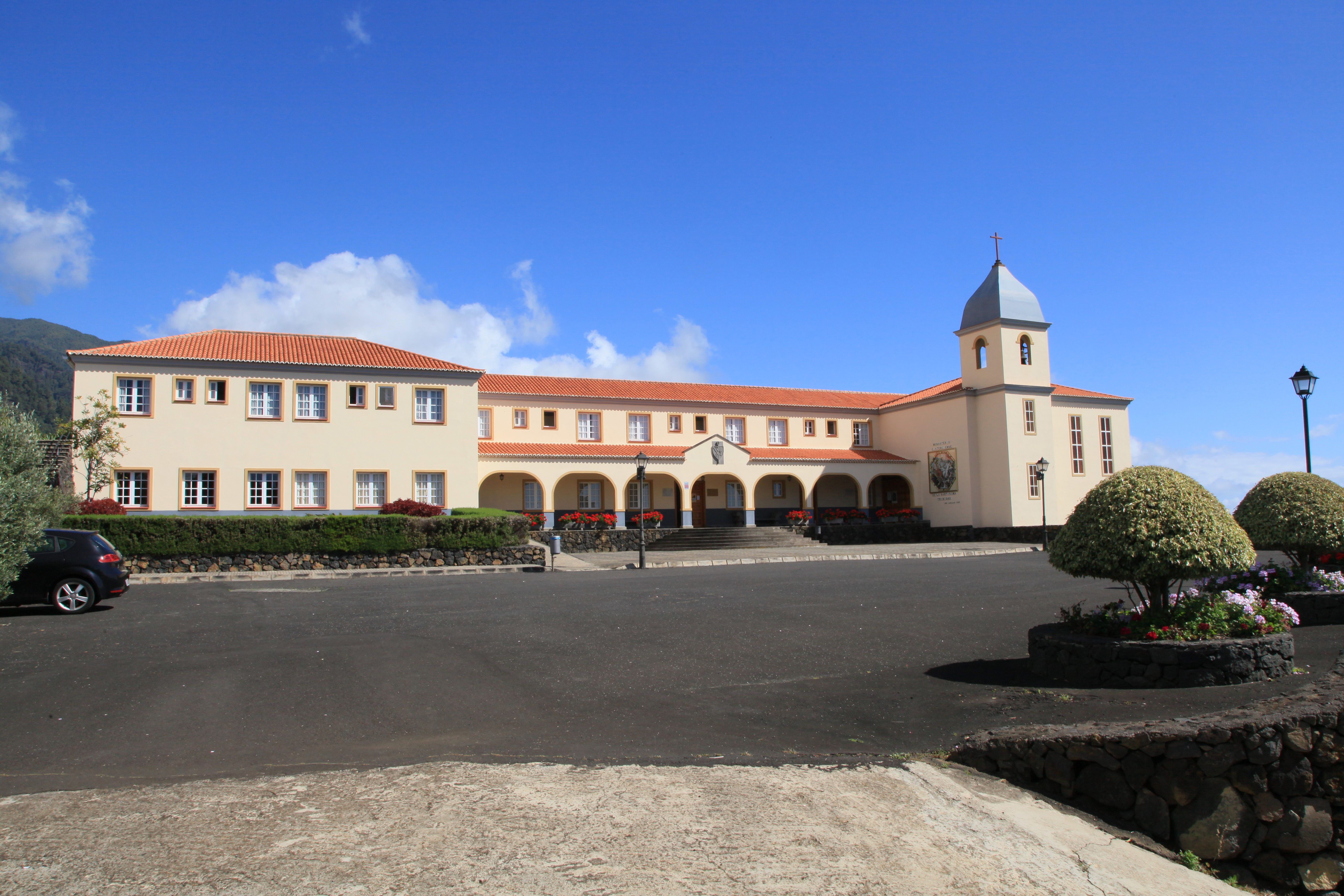
Frontseite des Klosters

Das Zisterzienserinnenkloster Santísima Trinidad ist seit 1946 ein Kloster der Zisterzienserinnen in Breña Alta, La Palma.

## Geschichte
Das Zisterzienserinnenkloster San Ildefonso (Teror) gründete 1946 auf der Kanareninsel La Palma in Breña Alta (400 Meter über dem Meeresspiegel) das von der Marquesa Dolores Van de Walle y Fierro gestiftete Kloster Monasterio de la Santísima Trinidad („von der Heiligsten Dreifaltigkeit“), auch bekannt als „El Císter“. 2000 kam es zur Einweihung neuer Gebäude. Am 28. Januar 2017 starb Priorin Bernardita Socorro Gómez im Alter von 92 Jahren. Der Konvent, der zur Zisterzienserinnenkongregation San Bernardo (C.C.S.B.) gehört, begann mit zwölf Nonnen, ist aber inzwischen überaltert.